# 利部阳子
利部阳子（日语：／ Kagabu Yoko，1960年10月28日—），秋田县秋田市出身，是一名日本前女子排球运动员。她在1984年夏季奥林匹克运动会中，参加了女子排球比赛并获得铜牌。